# Die Jagd nach dem Glück
Pour plus de détails, voir Fiche technique et Distribution.
Die Jagd nach dem Glück est un film allemand réalisé par Rochus Gliese, sorti en 1930.

## Synopsis
Le forain Marquant se rend dans les foires avec son spectacle de théâtre en salle fermée, mais sa popularité diminue de plus en plus. Parallèlement, Jeanne, sa fille et son assistant Mario veulent développer un tout nouveau spectacle utilisant la projection cinématographique moderne. Le vieux forain, qui veut s'en tenir au conventionnel, les rejette tous les deux de son spectacle.

## Fiche technique
- Titre : Die Jagd nach dem Glück
- Réalisation : Rochus Gliese
- Scénario : Rochus Gliese, Carl Koch, Lotte Reiniger et Alex Strasser
- Direction artistique : Rochus Gliese et Arno Richter
- Photographie : Fritz Arno Wagner
- Musique : Theo Mackeben
- Pays de production : République de Weimar
- Genre : drame
- Date de sortie : 1930

## Distribution
- Catherine Hessling : Catherine
- Alexander Murski (en) : Marquant
- Amy Wells : Jeanne
- Berthold Bartosch : Mario
- Jean Renoir : Robert
- Lionel Royce
- Hilde Körber